# Mariko (cantante)
Liisa Mariko Pajalahti, nata Mari Liisa Pajalahti e conosciuta come Mariko (15 marzo 1979), è una cantante finlandese, voce del gruppo pop rock Kwan.

## Biografia
Nel 2000 Mariko è entrata a far parte del neonato gruppo musicale Kwan in qualità di cantante. Il gruppo ha pubblicato quattro album: Dynasty (2001), The Die Is Cast (2002), Love Beyond This World (2004) e Little Notes (2006). Hanno conquistato un disco d'oro e cinque dischi di platino in Finlandia, oltre a piazzare nove singoli nella top 20 nazionale, di cui tre al primo posto.
Nel 2007 Mariko ha partecipato alla seconda edizione di Tanssii tähtien kanssa (la versione finlandese di Ballando con le stelle), vincendo la competizione insieme al suo partner di ballo, Aleksi Seppänen. Nello stesso anno è stata uno dei giudici della terza edizione del talent show Idols, mentre nel 2008 è stata concorrente al reality Selviytyjät Suomi.
Il suo singolo di debutto come solista, Unstoppable, è uscito a marzo 2008 e ha raggiunto la 2ª posizione della Suomen virallinen lista. Un secondo singolo, Time Has Come, si è piazzato 20º. I due brani sono contenuti nell'album Fabulous Tonight, pubblicato il 2 aprile 2008, che si è fermato al 13º posto nella top 50 nazionale.

## Discografia

### Album
- 2008 - Fabulous Tonight

### Singoli
- 2008 - Unstoppable
- 2008 - Time Has Come
- 2008 - Still Baby